# Jonas Bergman

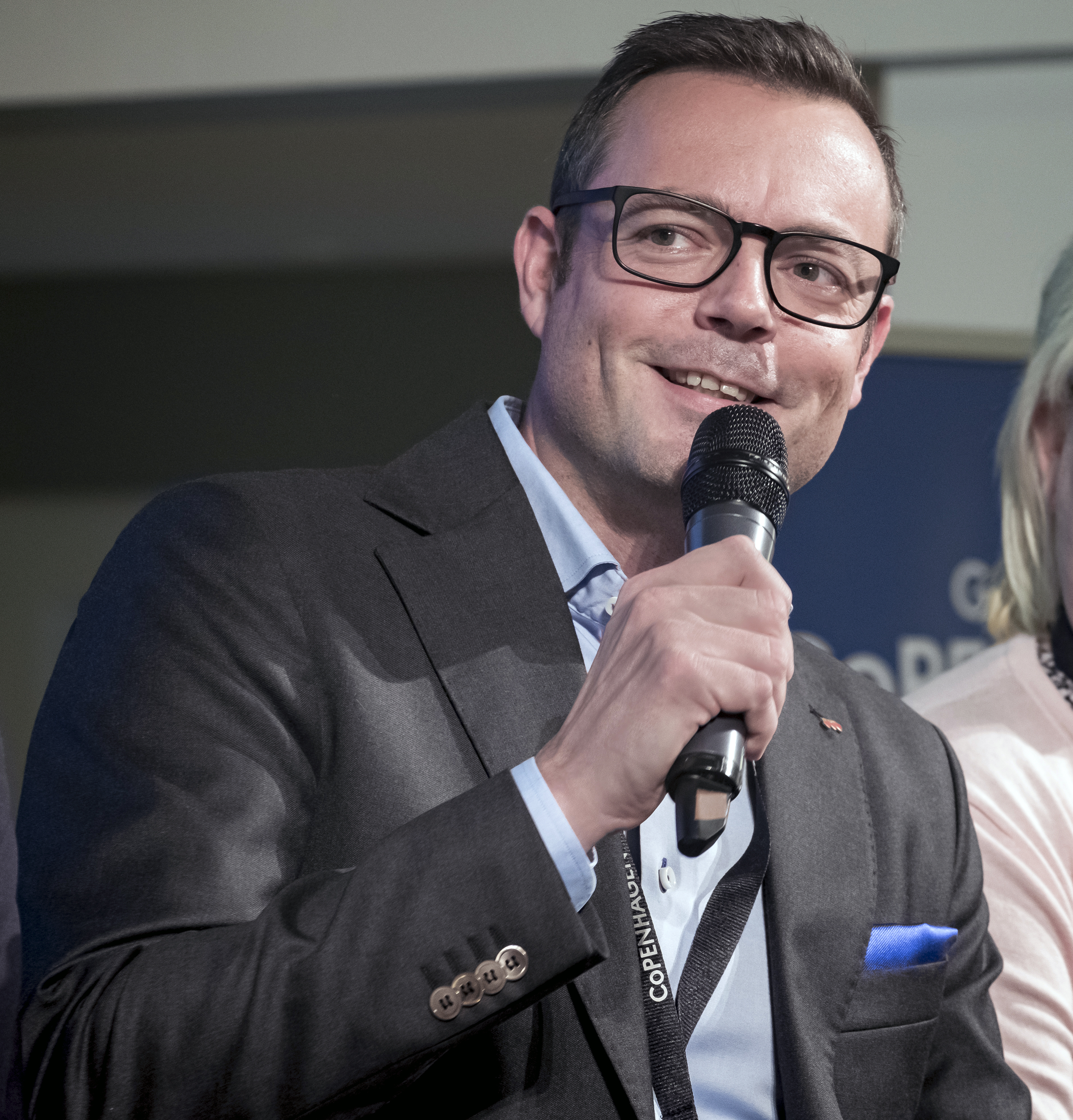
Jonas Bergman 2018

Jonas Petter Larsson Bergman, född 15 februari 1973 i Karl Johans församling i Göteborg, är en tidigare svensk politiker (moderat). Han var kommunråd och kommunstyrelsens ordförande i Halmstads kommun mellan maj 2018 och oktober 2022.
Han var kommunpolitiker i Halmstad mellan 2010 och 2022, med tidigare uppdrag bland annat i Miljö- och Hälsoskyddsnämnden och Halmstads Energi och Miljö (HEM).
Under vintern 2024 släppte Jonas Bergman boken "Veterinär Andersson varder härmed efterlyst och dödad" som helt bygger på utdrag ur Hallandspostens arkiv.